# Război intergalactic
Război intergalactic (denumire originală: Farscape) (1999-2003) este un serial de televiziune australian științifico-fantastic produs inițial pentru Nine Network. Serialul a fost conceput de Rockne S. O'Bannon și produs de Jim Henson Productions împreună cu Hallmark Entertainment. The Jim Henson Company este în mare parte responsabilă pentru diferitele machiaje și proteze ale unor extratereștri și două personaje principale (păpușa animatronică Rygel și Pilotul) sunt creații ale companiei lui Jim Henson Creature Shop.
Deși serialul a avut un contract pentru realizarea a cinci sezoane, el a fost brusc anulat după ce s-a încheiat producția celui de-al patrulea sezon. Coproducătorul Brian Henson a cumpărat ulterior drepturile de autor ale serialului, ceea ce a dus la producerea unui miniserial de trei ore, denumit Farscape: The Peacekeeper Wars, pe care Henson însuși l-a regizat. În 2007, a fost anunțată viitoarea realizare a unui web-serial, dar producția a fost amânată de numeroase ori. O miniserie de benzi desenate a fost lansată în decembrie 2008.